# Elco van der Geest
Elco van der Geest (* 4. Mai 1979 in Haarlem) ist ein ehemaliger niederländischer Judoka. der ab 2009 für Belgien antrat. 2002 und 2010 war er Europameister im Halbschwergewicht.

## Karriere
Elco van der Geest war ab 1994 im Jugendbereich erfolgreich. 1998 war er Dritter der U20-Weltmeisterschaften im Mittelgewicht. 2000 wechselte er ins Halbschwergewicht, die Gewichtsklasse bis 100 Kilogramm. 2001 unterlag Elco van der Geest im Viertelfinale der Europameisterschaften dem Israeli Ariel Zeevi, kämpfte sich aber mit drei Siegen in der Hoffnungsrunde zur Bronzemedaille durch. Ein Jahr später besiegte er im Finale der Europameisterschaften in Maribor den Esten Martin Padar und war Europameister. Auch bei den Europameisterschaften 2003 in Düsseldorf gewann Elco van der Geest eine Medaille, als er erst im Finale gegen Ariel Zeevi verlor. Bei den Olympischen Spielen in Athen besiegte er im Viertelfinale den Japaner Kōsei Inoue und unterlag im Halbfinale dem Weißrussen Ihar Makarau. Den Kampf um eine Bronzemedaille verlor er gegen Ariel Zeevi, damit belegte er den fünften Platz. 2005 und 2007 belegte Elco van der Geest jeweils den fünften Platz bei den Europameisterschaften.
Nachdem er in den Niederlanden die Konkurrenz des jungen Henk Grol fürchten musste, wechselte er 2009 die Staatsbürgerschaft und startete nun für den belgischen Verband. 2010 gewann er das Grand-Slam-Turnier von Paris. Bei den Europameisterschaften 2010 in Wien gewann er im Halbfinale gegen Ariel Zeevi und im Finale gegen Henk Grol. Im Jahr darauf verlor Elco van der Geest seinen ersten Kampf bei den Europameisterschaften gegen den Franzosen Cyrille Maret. Bei den Weltmeisterschaften 2011 in Paris erreichte er das Halbfinale, belegte aber nach Niederlagen gegen den Russen Tagir Chaibulajew und den Tschechen Lukáš Krpálek nur den fünften Platz. Sein letzter Kampf bei einem wichtigen Turnier war der Auftaktkampf bei den Olympischen Spielen in London, den er nach 1:45 Minuten gegen Tagir Chaibulajew verlor.
Der 1,90 m große Elco van der Geest ist der jüngere Bruder des Judoka Dennis van der Geest.

## Nationale Meisterschaften
Elco van der Geest war 2001, 2002 und 2007 niederländischer Meister im Halbschwergewicht. 2009 und 2011 war er belgischer Meister in der gleichen Gewichtsklasse.